# Psychotria atroviridis
Psychotria atroviridis är en måreväxtart som beskrevs av Henry Nicholas Ridley. Psychotria atroviridis ingår i släktet Psychotria och familjen måreväxter. Inga underarter finns listade i Catalogue of Life.